# 胜枝背焦贝
胜枝背焦贝（学名：Notadusta katsuae）为宝贝科背焦贝属的动物。分布于日本南部至菲律宾、新不列颠、所罗门群岛等地，一般栖息于水深42-80噚的海底。该物种的模式产地在日本冲绳。